# Campeonato Europeo de Biatlón de 2023
El XXX Campeonato Europeo de Biatlón se celebró en la localidad de Lenzerheide (Suiza) entre el 23 y el 29 de enero de 2023 bajo la organización de la Unión Internacional de Biatlón (IBU) y la Federación Suiza de Biatlón.
Los biatletas de Rusia y Bielorrusia fueron excluidos de este campeonato debido a la invasión rusa de Ucrania.

## Resultados

### Masculino
| Evento                      | Oro                                    | Plata                                  | Bronce                               |
| --------------------------- | -------------------------------------- | -------------------------------------- | ------------------------------------ |
| 10 km velocidad (27.01)     | Erlend Bjøntegaard · Noruega · 24:57,3 | Vebjørn Sørum · Noruega · 25:08,8      | Philipp Nawrath · Alemania · 25:40,3 |
| 20 km individual (25.01)    | Endre Strømsheim · Noruega · 51:05,9   | Anton Dudchenko · Ucrania · 53:10,6    | Lovro Planko Eslovenia 53:22,4       |
| 12,5 km persecución (28.01) | Vebjørn Sørum · Noruega · 34:37,5      | Erlend Bjøntegaard · Noruega · 35:05,6 | Endre Strømsheim · Noruega · 35:41,2 |

### Femenino
| Evento                    | Oro                                       | Plata                              | Bronce                              |
| ------------------------- | ----------------------------------------- | ---------------------------------- | ----------------------------------- |
| 7,5 km velocidad (27.01)  | Anastasiya Merkushyna · Ucrania · 23:14,5 | Tilda Johansson · Suecia · 23:15,0 | Vanessa Hinz · Alemania · 23:16,3   |
| 15 km individual (25.01)  | Lisa Maria Spark · Alemania · 45:02,4     | Yuliya Dzhyma · Ucrania · 45:07,9  | Selina Grotian · Alemania · 45:35,7 |
| 10 km persecución (28.01) | Selina Grotian · Alemania · 30:25,6       | Tilda Johansson · Suecia · 30:43,2 | Gilonne Guigonnat Francia 30:49,2   |

### Mixto
| Evento                    | Oro                                                                                         | Plata                                                                                         | Bronce                                                                                   |
| ------------------------- | ------------------------------------------------------------------------------------------- | --------------------------------------------------------------------------------------------- | ---------------------------------------------------------------------------------------- |
| Relevo individual (29.01) | Noruega · Juni Arnekleiv · Endre Strømsheim · 34:34,7                                       | Suiza · Amy Baserga · Niklas Hartweg · 34:51,3                                                | Francia Paula Botet Émilien Claude 34:55,7                                               |
| Relevos 4 × 6 km (29.01)  | Noruega · Maren Kirkeeide · Karoline Erdal · Erlend Bjøntegaard · Vebjørn Sørum · 1:03:40,9 | Alemania · Lisa Maria Spark · Selina Grotian · Dominic Schmuck · Lucas Fratzscher · 1:04:06,0 | Suecia · Tilda Johansson · Stina Nilsson · Malte Stefansson · Anton Ivarsson · 1:04:27,7 |

## Medallero
| Núm. | País      | Oro | Plata | Bronce | Total |
| ---- | --------- | --- | ----- | ------ | ----- |
| 1    | Noruega   | 5   | 2     | 1      | 8     |
| 2    | Alemania  | 2   | 1     | 3      | 6     |
| 3    | Ucrania   | 1   | 2     | 0      | 3     |
| 4    | Suecia    | 0   | 2     | 1      | 3     |
| 5    | Suiza     | 0   | 1     | 0      | 1     |
| 6    | Francia   | 0   | 0     | 2      | 2     |
| 7    | Eslovenia | 0   | 0     | 1      | 1     |
|      | TOTAL     | 8   | 8     | 8      | 24    |